# 大衛·麥金利
大衛·麥金利（David McKinley；1947年3月28日—）是美國的一位政治人物。

## 生平
自2011年開始，他是西維吉尼亞州第1選舉區選出的美國眾議院議員。他的黨籍是共和黨。他在1981年至1994年是西維吉尼亞州州議會議員，並且在1990年至1994年是西維吉尼亞州共和黨主席。